# Acélgyártás

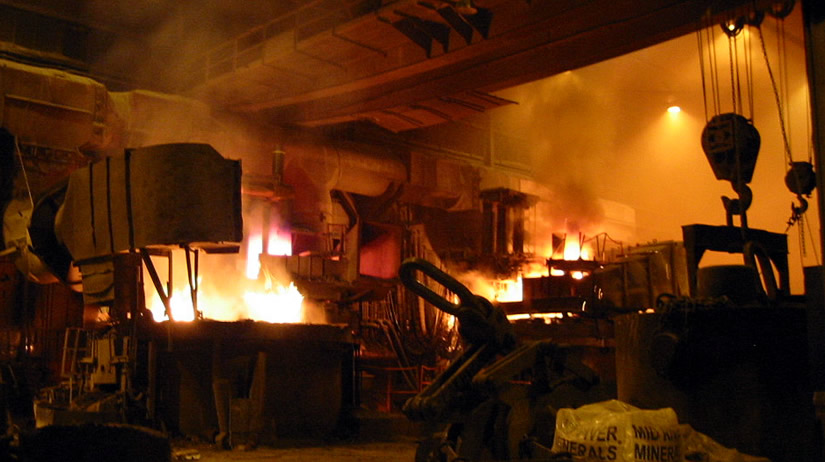
Acélgyártás ívfényes kemencében

Az acél a vas legfeljebb 2,06% szénnel alkotott ötvözete, de ötvözőelemként számos más elem is szóba jön (szilícium, mangán, króm, nikkel, molibdén, vanádium, volfrám stb.). Az ipar egyik legfontosabb alapanyaga, előállításával az acélkohászat foglalkozik. Képlékeny alakítással (kovácsolás, hengerlés, kisajtolás stb.) hidegen és melegen megmunkálható, tulajdonságai hőkezeléssel tovább alakíthatók.
Az acélgyártás kiinduló anyaga a nyersvas és az ócskavas. Ahhoz, hogy a nyersvasból acél legyen, annak fölösleges kísérőelemeit (C-, Si-, Mn-, P- és S-tartalmát) el kell távolítani. Ez úgy történik, hogy a megolvasztott fémbetétből kiégetik a „káros” elemeket, ötvözik „hasznos” elemekkel, majd a folyékony acélt kokillába vagy folyamatos öntőgépbe öntik és kristályosítják.

## Az acélgyártás története

A világ acéltermelésének megoszlása eljárások szerint

Az acélgyártás története azonos a vasgyártás történetével. Az első használatos vastárgyak feltehetőleg meteoritvasból készültek, arról azonban nincs pontos információnk, mikor és hogyan kezdték a vas kinyerését érceiből. Tény, hogy a vas megjelenése az emberi kultúrában (vaskor) az emberiség technikai fejlődése szempontjából meghatározó fontosságú.
Az első vaskohók még csak kis gödrök voltak, a vasércet faszénnel izzították. A szén redukálta a vasércet, azaz eltávolította oxigéntartalmát. A gödrök azután nagyobbak lettek, agyagbélést kaptak, a tűz táplálásáról természetes huzattal gondoskodtak. A gyártott termék alig olvadt meg, a viszonylag kis hőmérséklet miatt a szén alig ötvözte a vasat. Az eljárás során az ércből salakkal szennyezett acélszerű terméket kaptak. A salakot kovácsolással távolították el, az anyagot ezután acélként fel lehetett használni. A fejlődés eredményeként a kemencék tovább nőttek, és már bőrtömlős levegőbefúvásról is gondoskodtak. Ezek voltak a bucakemencék, amiket évszázadokon át használtak. A nagyolvasztók és a vízkerekes fújtatás megjelenésével a kohókban elérhető hőmérséklet is nagyobb lett, az adag teljes egészében megolvadt és jobban ötvöződött karbonnal (a kohászok szóhasználatában ez a szén neve). Emiatt a kapott termék rideg, kovácsolhatatlan lett. Innen ered a nyersvas angol neve: pig iron, orosz neve: csugunnaja szvinyka, mindkettő magyar megfelelője: disznóvas. Acélt ezután más módszerekkel kellett gyártani.

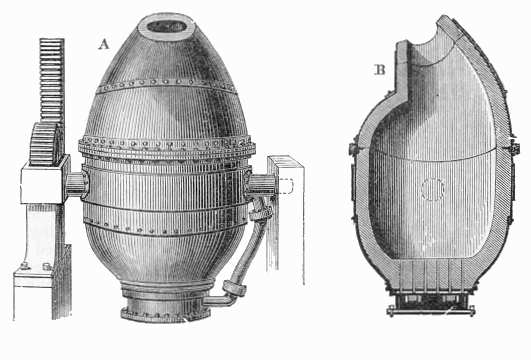
Bessemer-konverter egykorú rajza

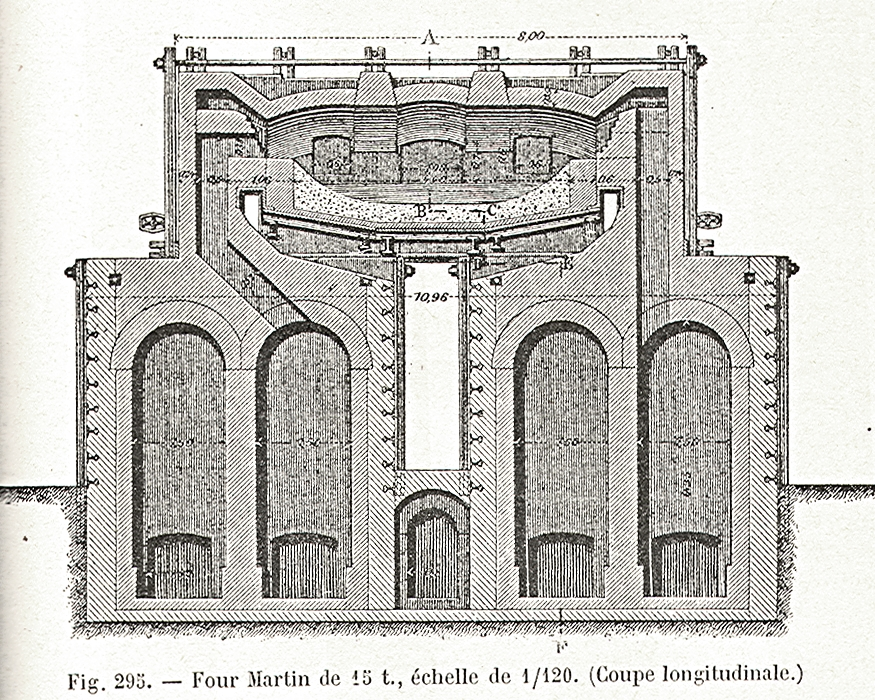
Siemens-Martin-kemence egykorú rajza. Fent látható a teknő alakú kemence, alul a levegő és a fűtőgáz előmelegítésére való regenerátorok

Az első ilyen eljárás a frisstűzi acélgyártás volt. A nyersvas kísérő elemeit faszénnel fűtött kemencében, oxigénben dús atmoszférában égették ki. A módszer évszázadokig használatos volt, például Svédországban még a 20. század elején is állítottak elő acélt ezzel a módszerrel. Fontos megjegyezni, hogy az eddigi acélgyártási eljárások esetén az acél nem folyékony állapotban jelent meg, ellentétben az ezt követő, új módszerekkel. Ezért a korábbi eljárással készült acélt forrasztott acélnak, míg az újabb eljárások szerintit folytacélnak nevezték.
A tégelyacélgyártást 1740-ben találta fel Benjamin Huntsman. A nyersvasat fedett tégelyben olvasztották, a szükséges hőmennyiséget faszén-, koksz-, később gáztüzeléssel biztosították. Ezzel a módszerrel kezdődött az ötvözött acélok gyártása.
A kavaró acélgyártási eljárást Henry Cort szabadalmaztatta, 1784-ben. Lángkemencét használtak, az olvadt nyersvas csak a kőszén elégetéséből származó, oxigénben dús füstgázzal érintkezett. A folyékony fürdőt hosszú vasrudakkal kavargatták (innen a név), hogy mindig újabb rész érintkezzen a füstgázzal. Az eljárást a szélfrissítéses (Bessemer- és Thomas-konverteres) és a Siemens–Martin-eljárás szorította ki a 19. század közepén.
A Bessemer-féle szélfrissítéses eljárást 1855-ben szabadalmaztatta Henry Bessemer. A módszer lényege az, hogy a folyékony nyersvasat egy körteformájú konverterbe öntik, és a nyersvasrétegen alulról levegőt fújtatnak át. A levegő oxigénjének hatására kiég a szén, a szilícium és a mangán. Előnye, hogy nem igényel külön tüzelőanyagot (a folyamatok hőtermelők) és igen nagy a termelékenysége.
A Thomas-módszer Sidney Gilchrist Thomas nevéhez fűződik (1878). Az eljárás során alkalmazott konverter szerkezete hasonló a Bessemeréhez, de falazatát bázikus (magnezit és dolomit) tűzálló téglákból építették. Ennek révén az eljárás alkalmassá vált a betét foszfortartalmának csökkentésére is. A művelet során bázikus salakképzőt (általában égetett meszet) adagolnak, ezen kívül a képződött vasoxid is szerepet játszik a foszfortalanítás folyamatában. A többlépcsős kémiai folyamatok egyesített reakcióegyenlete:
{\displaystyle \mathrm {2\ P+5\ FeO+4CaO\rightarrow (4\ CaO)P_{2}O_{5}+5\ Fe} }.
Az eljárás annyira sikeres (volt), hogy a salakot és a falazatot megőrölve foszforműtrágyaként használták.
A Siemens–Martin-eljárást Pierre-Émile Martin francia mérnök szabadalmaztatta, 1864-ben. Az eljárás nevében a Siemens nevet a Carl Wilhelm Siemens által szabadalmaztatott, és itt felhasznált váltakozó lángjárású regeneratív tüzelési rendszer magyarázza. A módszer lehetővé teszi folyékony nyersvas és ócskavas felhasználását is, de akár szilárd betéttel is lehetett indulni. Ez volt az az eljárás, ami lehetővé tette igen változatos ötvözöttségű acélok gyártását. A gyártási folyamat két lépcsőből áll: egy frissítő (oxidáló) és egy kikészítő (redukáló) szakaszból (ahol az oxidálódott vas visszaredukálását végzik). A frissítő szakasz hosszabb, mint a szélfrissítéses eljárásoké, ezért az adagidő hosszabb. A kikészítő szakaszban végezték el például az ötvözést.

## Acélgyártás Magyarországon
A honfoglaló magyarok fejlett vaskohászati tudással érkeztek a Kárpát-medencébe. Tudásukat a vasművességet fejlett szinten művelő urál-altáji népektől szerezték. Az Árpád-kori kohászok általában több, egyidejűleg működő bucakemencében állították elő a vasat. A bucakemencéket a terepviszonyokhoz alkalmazkodva, körben vagy félkörívben építették meg. Az utóbbira szép példa a Somogyfajszon feltárt és részben rekonstruált műhely.
Az Árpád-házi uralkodók átlátták a vasipar fontosságát, ezért külföldről is hívtak be bányászokat és kohászokat. II. András például Torockóra telepített stájer munkásokat. Ők fejlesztették ki a Torockó-vidék híres vasiparát. A királyi vasműveseken kívül minden nagyobb uradalom is tartott fenn vasműhelyeket. Többnyire saját szükségleteiket elégítették ki, de a jobb érccel és erdőséggel rendelkező uradalmak eladásra is termeltek.
A bucakemencék fúvatásának vízi erővel való meghajtása hazánkban az 1320-as évek körül kezdett elterjedni. Ennek következtében a termelékenység annyira megnőtt, hogy a vas és vastermékek exportjára is sor kerülhetett – elsősorban a Felvidékről. Egy 1362-es dokumentum azt írja, hogy „a danzigi piacon a legkeresettebb vas a svéd, a magyar és a spanyol volt”. Arról is van feljegyzés, hogy az 1380-as években a Balti-tenger kikötőiből jelentős mennyiségű magyar vasat szállítottak Angliába.
A Rákóczi-szabadságharc idején a hadfelszerelések gyártásához szükségessé vált a vasgyártás bővítése. Ezért a Felvidéken és Erdélyben építettek olvasztókat, frisstüzeket, hámorokat (kovácsüzemeket). A 18. század második felében (1772-ben) Fazola Henrik egri lakatosmester a Garadna völgyében telepített olvasztót. Ettől az időponttól számítják a hazai iparosodás megindulását. A Selmecbányán 1735-ben alapított Bányatisztképző Iskola, később Bányászati és Erdészeti Főiskola sorra bocsátotta ki a képzett bányászati-kohászati szakembereket, akik komoly szerepet játszottak a kohászat fejlesztésében. A főiskola híres tanára, Kerpely Antal már joggal írhatta le, hogy „…a vasipar Magyarországon a legfontosabb közgazdasági tényezők egyike”.
A 19. században az iparfejlesztés nagyja Széchenyi István, aki – többek között – a Lánchíd felépítésével, a hajógyártás és a gőzhajózás beindításával a kohászati fejlesztéseknek is lökést adott. Érdekesség, hogy már Széchenyi is felvetette egy Duna-menti vasmű felépítésének gondolatát, de ez csak az 1950-es években valósult meg (Dunai Vasmű). A hazai vaskohászat fejlődésének nyomán 1845-ben megépült az ózdi vasfinomító kavarókemencékkel, hengerművel, ami több felvidéki kohó nyersvasát is feldolgozta. A kohóüzemek telepítése gyors ütemben folytatódott. 1855-ben Resicán kohókat, 1866-ban Bessemer-konvertereket, tíz év múlva pedig Siemens-Martin-kemencéket telepítettek. Diósgyőrben 1868-ban alapítottak vasgyárat (nagyolvasztó, öntöde, kavarókemencék és sínhengerde). 1879-ben Siemens-Martin-acélművet, 1880-ban pedig Bessemer-acélművet telepítettek. A következő nagyobb kohászati komplexum a Rimamurány-Salgótarjáni Vasmű volt, ami 1881-ben több kisebb vaskohó és vasfinomító egyesítésével jött létre. Az ózdi gyárban 1895-től nyersvasat és martinacélt gyártottak.
Az első világháború megszakította a kohászat fejlődését is. A vas- és acéltermelés – szoros összefüggésben a trianoni diktátummal – a felére esett vissza. Magyarország a korábbi állapottal szemben hirtelen nyersanyagszegény ország lett, a kohászati nyersanyagforrások 70%-a az új határokon kívülre került. A meghagyott üzemek termelési szintje csak 1929-re lépte túl ezek 1913-as szintjét. A beindult fejlődést azonban az 1930-as évek elejének gazdasági világválsága visszafogta, de kormányzati intézkedések – az export támogatása – nyomán a termelés újra fokozódott. Ez beruházásokkal is járt: Csepelen korszerűsítették a martinacélgyártást, új elektrokemencét állítottak üzembe. Ózdon is hasonló fejlesztéseket hajtottak végre. Diósgyőrben új elektrokemencét és nagyolvasztót építettek.
A második világháborús készülődések közepette a kormányzat új vasmű építését határozta el a Duna mellé, Mohács térségébe, de a háborús cselekmények miatt ezt későbbre halasztották. A vaskohászati termelés 1943-ban érte el a háborús csúcsértéket, a termelés rendje csak 1944 őszén bomlott fel. Ráadásul a diósgyőri gyárat bombatámadás érte, a termelés emiatt itt erősen visszaesett.
A háború után a vaskohászat termelése 1948-ban érte el az 1938. évi szintet. Az újjáépítés egyébként is fokozta a kohászati ipar termékei iránti igényt, de a kormányzati intézkedések is súlyt fektettek az iparág fejlesztésére. Minden meglévő gyárban fejlesztések történtek, és megszületett a végleges elhatározás a Dunai (akkor Sztálin-) Vasmű megépítésére. Építése 1950-ben kezdődött, a teljes vertikum kiépítése 1965-ben fejeződött be. A metallurgiai részhez nagyolvasztó és Siemens-Martin-kemencék épültek. A kohászati ipar mérnökigényének biztosítására Miskolcon létrehozták a Nehézipari Műszaki Egyetemet, a Miskolcra költöztetett soproni Bánya- és Kohómérnöki karból és az újonnan kialakított Gépészmérnöki karból.
A vaskohászatra a következő évtizedekben a mennyiségi fejlesztés volt a jellemző, a minőségi szempontok némileg háttérbe szorultak. Ez a tendencia az anyagi források hiánya, az ipar és a KGST-piac igénytelensége miatt egészen az 1980-as évek végéig tartott, és okozta később – részben – az iparág válságjelenségeit. Az 1960–1970-es években az itthoni nyersanyag- és energiaárak a világpiaci árakhoz viszonyítva alacsonyak voltak, ezért a hazai üzemek alacsony technikai színvonal mellett is olcsón termeltek, így gazdaságosan exportálhatták termékeiket. Ez fejlesztésre, kapacitásbővítésre késztette a kohászati üzemeket. A világpiaci árak változása miatt azonban az export gazdaságtalanná vált, így a kapacitások kihasználatlanok maradtak. Elkerülhetetlenné vált a minőség felé tett technológiai váltás, amire 1980-tól került sor. Dunaújvárosban konverterek, Diósgyőrben konverter és elektrokemence épült, de a gazdaságtalanabb martinacél-termelés még mindig számottevő maradt. Előremutató intézkedések révén a folyamatos öntés lehetőségeinek megteremtésével kiváltották a blokkhengerlést, Dunaújvárosban, Diósgyőrben, Ózdon és Csepelen bevezették az üstmetallurgiai módszereket (a lecsapolt acélt az üstben ötvözik).
A rendszerváltás utáni évek a kohászati vállalatok tulajdonosi viszonyainak gyors és gyakran követhetetlen változásainak időszaka volt. Az új tulajdonosok gyakran koncepció nélkül, pillanatnyi érdekeik szerint vezették a gyárat. Az 1990-es években megszűnt a nyersvasgyártás Ózdon és Diósgyőrben (nagyolvasztó már csak Dunaújvárosban üzemel), és lebontották a Siemens-Martin-kemencéket is. Ózdon miniacélmű létesült, az utolsó években – a diósgyőri kohászat megszűnéséig – Diósgyőrben acélt pedig már csak elektrokemencében gyártottak.

## Metallurgiai folyamatok
Az acélgyártás elsődlegesen oxidáló jellegű folyamatokból áll (ellentétben a nyersvasgyártással, ami redukáló jellegű). A betét felmelegítésétől kezdve a frissítési ciklus végéig tart a vasfürdő elemeinek oxidációja (kiégése). Főleg azok az elemek kezdenek kiégni, amelyeknek nagy az oxigénhez való affinitásuk (Si, Mn, P, C). Ha a frissítési szakasz végén a széntartalom megfelel a tervezett készacélénak, akkor a feleslegben maradt vasoxidot kicsapásos dezoxidációval eltávolítják, majd elvégzik az ötvözést. Elektroacélgyártásban a frissítést követi még egy redukciós szakasz, ahol redukáló salak alatt – a dezoxidáció közben – kéntelenítenek és ötvöznek.
Az oxigénátadás a gázfázisból a fémfürdőben lehetséges még a salak megjelenése előtt, szélfrissítéses eljárásoknál a befúvatott levegőből vagy oxigénből, SM-eljárásnál pedig a fürdőben keletkező buborékok (fövés) hatására a fémcseppek áttörik a salakréteget, és így veszik fel az oxigént.
A gázfázis és a fürdő intenzív érintkezése a konverteres eljárásokra jellemző. A lejátszódó oxidációs folyamat ({\displaystyle \mathrm {2\ Fe+O_{2}\rightarrow 5\ FeO} }) révén vasoxid keletkezik, ez fogja oxidálni a fürdőben lévő oxidálható elemeket. Ehhez képest a salakrétegen át történő oxigénfelvétel bonyolultabb, többlépcsős folyamat.
A szén oxidációja is több módon megy végbe: a vasban oldott oxigénnel, a salakban lévő FeO-val és a gázfázis oxigéntartalmával. A szenet elsősorban az acélban oldott oxigén oxidálja. A szilícium és a mangán oxigénaffinitása erős, ezért gyorsan oxidálódnak. A képződő SiO2, illetve MnO a salakba kerül. A foszfor gyorsan oxidálódik P2O5-dá (foszfor-pentoxid), ami jól oldódik a folyékony salakban. Ott-tartásához azonban bázikus kémiai összetételű salakra (megfelelő CaO-tartalomra) van szükség. A kén eltávolítása is fontos metallurgiai feladat. A kén FeS, illetve MnS formájában van jelen a vasfürdőben. Csökkentése szulfidképző elemekkel, a kéntartalomnak a fém-, illetve a salakfürdő közötti megosztásával, valamint a gázfázis útján lehetséges.
A frissítő műveletek után az acélfürdőben rendszerint több oxigén marad a kelleténél. A felesleget a dezoxidációs fázisban kell eltávolítani kicsapásos vagy diffúziós dezoxidációval. A kicsapásos módszer esetén az oxigént nagyobb oxigénaffinitású elemmel (Al, Mn, Si) kötik meg, a képződött oxid salakba kerül. A diffúziós módszer lényege az, hogy lecsökkentik a salak FeO-tartalmát, aminek a következtében a fémfürdőből a FeO egy része átdiffundál a salakba.

## LD-acélgyártás
A konverteres acélgyártási módszerek közül mára az oxigénbefúvásos módszer maradt meg. Ennek az eljárásnak első képviselője az LD-konverter volt, amit követtek más néven jegyzett módszerek is (Kaldo, Graef). Az oxigénbefúvás felülről történik, de vannak alsóbefúvásos módszerek is (OBM, LWS, QEK stb.).

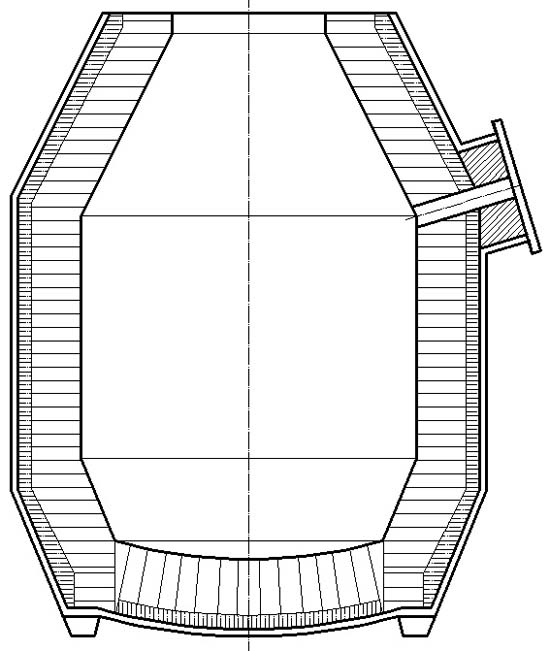
LD-konverter metszete

Az LD-eljárás az ausztriai Linz-Donawitz – az eljárás kidolgozásának helyének – kezdőbetűit takarja. Az acélgyártás úgy történik, hogy megbillentik a meleg, legalább 1000 °C-os konvertert, és – ha hulladékkal is dolgoznak – beadagolják a vashulladékot és a nyersvasat úgy, hogy az elfedje a hulladékot. A konvertert függőleges helyzetbe állítják, leengedik az oxigénlándzsát, és először távolabbról megkezdik a fúvatást. Ezt követően salakképzőnek égetett meszet (CaO) és folypátot (CaF2) adagolnak. A CaO-nak a salakképződés mellett a foszfortalanításban és a falazat védelmében is van szerepe. A folypát a mész oldódását segíti elő a salakban. A salakképződést vasérc adagolásával is elő szokták segíteni. Megindul a vas, a szilícium és a mangán oxidációja. A lándzsát fokozatosan lejjebb engedik, a fürdő hőmérséklete a végbemenő hőtermelő reakciók hatására megemelkedik. Folyamatosan képződik a salak, összetétele a folyamatoknak megfelelően alakul. Ha a hőmérséklet túl magas, acélhulladékot adagolnak hozzá. Az adagkészítés második részében adagolhatják az ötvözőket, de gyakran nem a konverterben ötvöznek, hanem a csapolás után az üstben. Ezt hívják üstmetallurgiának. A fúvatási idő 12–20 perc között alakul. Az eljárás végén a konvertert megbillentve végzik el a csapolást.
Az LD-konverter acéllemezköpenyből és tűzálló bélésből áll. A lemezköpenyt gyűrűvel veszik körül, ehhez csatlakozik a két támasztócsap. A csapok állványzatra támaszkodnak, és egy fordítóberendezés csatlakozik hozzájuk. Ennek segítségével a konvertert nemcsak billenteni lehet, hanem teljes egészében körbe is fordítható. A konverter alakja eleinte a Bessemer- és a Thomas-konverter alakját követte, de később kialakultak a szimmetrikus alakok, amelyeken acélcsapoló nyílást is kialakítanak. A konverterüzem során keletkező gázok és por elvezetésére a füstgázkémény alsó, sisakszerű része teljesen elfedi a konverter száját, így a konverter gyakorlatilag zárttá válik.
Az oxigén bevezetésére szolgáló lándzsa vízzel hűtött acélcső, amelyhez réz fúvófej kapcsolódik. A fúvófejen általában 3-4 fúvókát alakítanak ki.
A többrétegű konverterbélés bázikus tűzálló téglából készül. A külső, köpennyel érintkező rész többnyire magnezittéglából készül, a belső réteg dolomitból vagy magnezitből. A belső bélés anyaga magasságirányban, a különböző igénybevételeknek megfelelően is változhat.

## Elektroacél-gyártás
Az ívfényes kemencében végzett acélgyártással először Siemens foglalkozott, 1879-ben. Ipari méretekben történő alkalmazására azonban csak a Héroult-kemence volt alkalmas, amelynél a villamos ív a betét és a grafitból készült elektród között jött létre. A második világháború után a kemencetípus újabb fejlődésnek indult, és megjelentek a nagy teljesítményű HP illetve UHP ívkemencék. Az ívkemencék mellett használatosak még – kisebb méretekben – indukciós és ellenálláskemencék is.
Az ívfényes kemence kiinduló anyaga általában hulladékacél, esetleg vasszivacs és fémesített pellet, ritkán nyersvas.
Az ívkemencében lehet egy- és kétsalakos gyártási technológiával dolgozni, de a kétsalakos az általános. Az adaggyártás fő folyamatai:
- Adagberakás: a kemence boltozata a grafit elektródokkal együtt leemelhető, a betétet kosaras módszerrel emelik be, daru segítségével. A kosár aljára rakják a karbonizáló anyagot és az égetett meszet, erre kerül az ócskavas. Az adagolás után visszahelyezik a tetőt.
- Beolvasztás: a maximális teljesítmény ~80%-ával ívet gyújtanak, majd annak stabilizálódása után maximális teljesítményre kapcsolják a rendszert. Arra alkalmas kemencében az ív alatt mozgatni (fordítani) tudják a betétet.
- Frissítés: égetett mész és folypát adagolásával történik, miközben a fürdőben buborékképződés („fövés”) indul meg, a salak egy része kifolyik a salakoló ajtón. A frissítés végén az acélfürdő hőmérséklete 1630 °C körül van. Van oxigénes frissítéses módszer is. A frissítés során az acél C-tartalmát kevéssel a tervezett alá viszik.

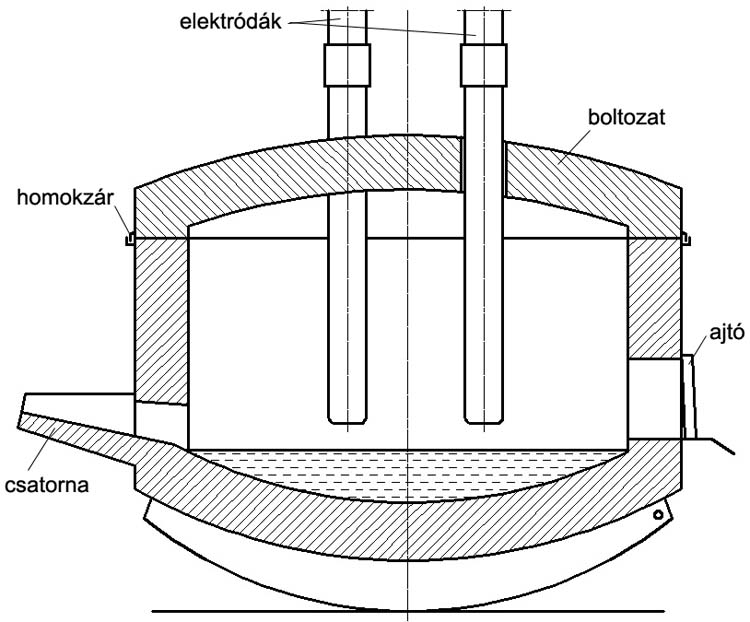
Héroult-kemence szerkezete

- Salaklehúzás: a műveletet mindig kémiai elemzés előzi meg.
- Kikészítés: első műveletként beállítják a C-tartalmat. A karbonizálás után ferroszilíciumot és ferromangánt adagolnak, kialakítják az új salakot, majd elvégzik az ötvözést (de igen gyakran az üstben ötvöznek).
- Csapolás: a kemencét megbillentik, és a fürdő tartalmát (salakot és acélt együtt) üstbe csapolják. Néha külön csapolják a salakot.

Az ívkemencék hengeres testtel, homorú fenékrésszel és domború tetővel készülnek. A boltozat leemelhető, üzemszerűen homokzárral van leszigetelve. A három – magassági irányban állítható – grafitelektród a boltozaton vágott lyukakon lóg be a kemencetérbe. A kemencetestet acéllemez páncélzat veszi körül, a köpenyre szerelik a csapoló csatornát és más szerelvényeket. A tűzálló falazat helytől függően változó minőségű és kivitelű: a medence többrétegű, hézag nélkül rakott tűzálló téglákból (alul samott, felül magnezit) épül, az oldalfal gyakran döngölt magnezit vagy dolomit, esetleg formablokk. A legjobban igénybe vett sávban krómmagnezit téglákat használnak. A boltozat szilika vagy krómmagnezit téglából épülhet.

## Az acél leöntése
Az acélgyártás utolsó mozzanata az előállított folyékony acél leöntése, kristályosítása. Az öntési módszereket az határozza meg, hogy a megszilárdult acélt a továbbiakban valamilyen képlékeny alakító művelettel (hengerléssel, kovácsolással stb.) alakítják. Az acélt alapvetően kétféle módon öntik:
- kokillába,
- folyamatos módszerrel.

A kokillába öntés mára erősen visszaszorult, az acél jelentős részét folyamatos öntéssel kristályosítják. Kokillába a kovácsolásra, csőhengerlésre szánt tuskókat, a különleges acélminőségeket öntik. A tuskók régebben használt elnevezése az öntecs volt.

### Kokillaöntés

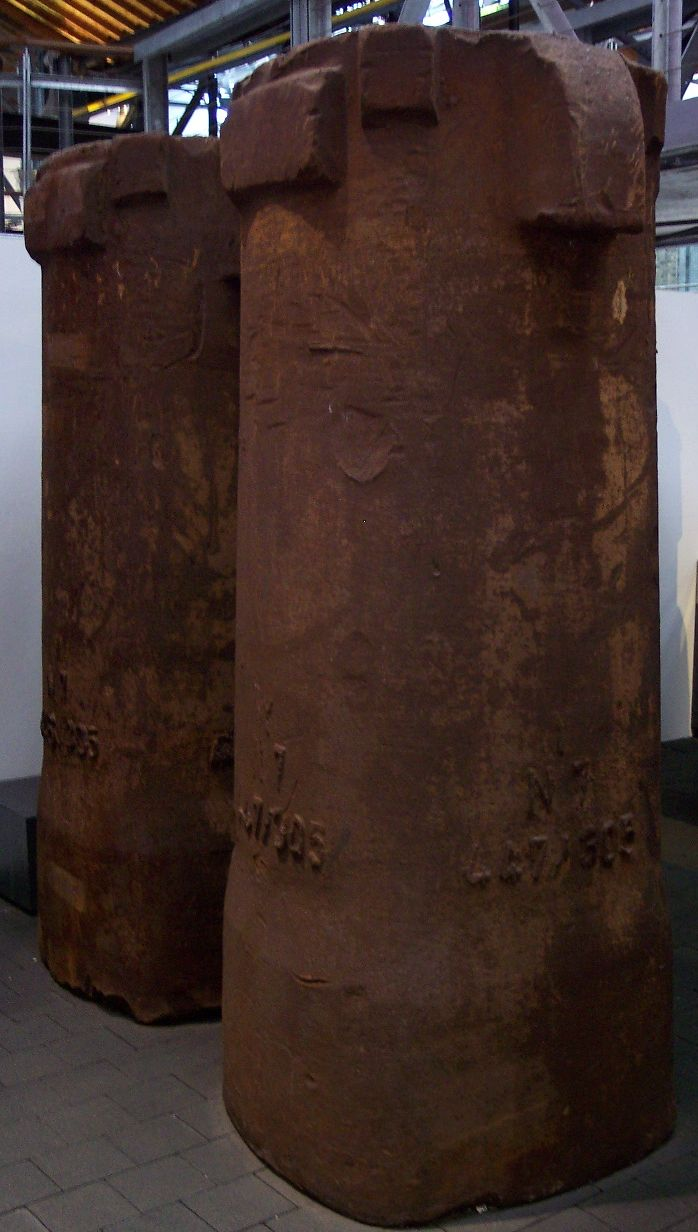
Kokillák acéltuskó öntéséhez

A kokillák általában öntöttvasból készülnek. Alakjuk lehet alulról vagy felülről bővülő (a bővülést a tuskó könnyebb eltávolítása indokolja), keresztmetszetük pedig négyzet, téglalap, hat-, nyolc- vagy többszögű, ritkán kör. Az öntést végezhetik alulról vagy felülről.
- Alsó öntéskor egyszerre több, 2–4 kokillát helyeznek egy alaplapra, ahol csatornákat képeznek ki. A tűzálló anyaggal bélelt csatornák egy központi öntőtölcsértől vezetnek a kokillákig. Az így öntött acél szintje kis sebességgel emelkedik a kokillákban. Minthogy nincs fölfreccsenés, a felületi minőség jobb, a felület sima, így a megszilárdult tuskó könnyebben elválik a kokillától. Ugyanakkor a lassú öntés miatt jobban oxidálódhat, az öntőszerelvényekből pedig tűzállóanyag-zárványok kerülhetnek bele.

- Felső öntés esetén egyszerre csak egy kokillába öntenek. Az öntési sebesség nagyobb az alsó öntésénél. A felső öntésű tuskók felülete a fölfreccsenő és a kokillafalon megtapadó acélcseppek miatt rosszabb, emiatt a tuskó könnyebben odatapad a kokilla falához. Előnye viszont, hogy kisebb a nemfémes zárványok mennyisége.

A folyékony acél kristályosodása a kokillafalon megjelenő kristálycsírák útján indul meg. A kokillafal erőteljes hűtőhatása következtében a tuskó felületi rétege gyorsabban hűl, ennek következtében a kialakuló kristályok kisméretűek és „kerekded” formájúak lesznek. Ezt hívják globulitos kéregnek. Ennek kialakulása után csökken a hőelvonás sebessége, ezért hosszú, a tuskó belseje felé irányítottan növekvő dendrites kristályok alakulnak ki, amelyek gyakorlatilag „belenőnek” a tuskó közepén még folyékony acélba. A dermedés utolsó fázisában durva globulitok vagy irány nélküli krisztallitok jönnek létre a tuskó közepén. A tuskó keresztmetszetének ez a változatos kristályszerkezete a hengerléskor vagy kovácsoláskor jelenthet gondot, elsősorban a dendrites rész repedésérzékenysége miatt. Emiatt az alakítást mindig kis alakváltozással kezdik, míg a dendrites krisztallitokat össze nem törik.
A kristályosodási jelenségeken túl fontos megemlíteni a dúsulások kialakulását is. Az acél dermedésekor arra kell gondolni, hogy nem színvasról van szó, hanem egy többé-kevésbé bonyolult ötvözetrendszerről. A dúsulást voltaképpen az okozza, hogy ezeknek az elemeknek a legtöbbje nehezebben épül be a szilárd vas rácsába, mint a vasatomok. Az ötvözők dúsulása elsősorban mikrodúsulásos jellegű, ami a dendritekben, globulitokban és környezetükben jelentkezik. A nemfémes elemek közül a foszfor hajlamosabb leginkább a dúsulásra. A dúsulások folyamatát bonyolítja a makrodúsulások kialakulása, ami a tuskó még folyékony részében létrejövő áramlásokkal magyarázható.
Az öntött acélban mindig találhatók – többnyire kedvezőtlen hatású – nemfémes fázisok, zárványok és gázbuborékok. Ezek egy része az acélgyártás folyamatának gyakorlatilag elkerülhetetlen „melléktermékei” (dezoxidációs zárványok), más részük az öntés folyamán kerül az acélba (például tűzállóanyag darabok). A gázbuborékok kialakulása törvényszerű, ugyanis a dermedés folyamán gázok szabadulnak fel. A gázbuborékok anyaga lehet hidrogén, nitrogén, oxigén. Ha ezek a buborékok a tuskó kérgébe fagynak, melegalakításkor felszakadhatnak. Fokozott minőségek esetén gyakran alkalmazzák azt a módszert, hogy még az öntés előtt semleges gázzal (többnyire argonnal) vagy vákuumozással kiűzik a gázokat.

### Folyamatos öntés

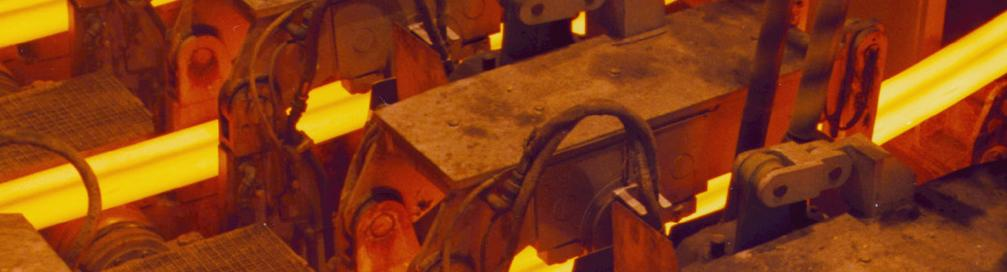
Folyamatosan öntött szálak

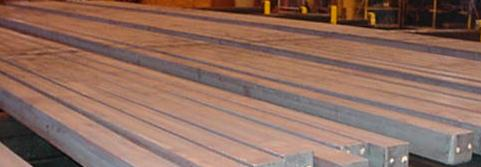
Folyamatosan öntött acélbugák

Az acél leöntésének korszerű módja a folyamatos öntés. Az alumínium folyamatos öntése már az 1930-as évektől használatos technológia volt, az acél folyamatos öntése a második világháború után fejlődött ki. Acél esetén az jelentette a problémát, hogy nagyobb hőmérsékletről van szó, ugyanakkor hővezető képessége kisebb az alumíniuménál.
Acél folyamatos öntésekor az öntőüstbe csapolt anyagot egy közbenső üstbe öntik. Ennek a feladata az adag elosztása és eljuttatása a kristályosító kokillákba. Az acélsugarat védőgázzal vagy merülőcsöves megoldással védik meg az oxidációtól. A zárványok egyenletes eloszlatása érdekében elektromágneses elven olvadékkeverést végezhetnek. A folyamatos öntőművekben általában több szálban történik az öntés, ezért ennek megfelelő számú kristályosító van. A kokilla anyaga általában bronz, amelyet vízhűtéssel látnak el. A kristályosító függőleges irányban oszcilláló mozgást végez, hogy a feltapadást megakadályozzák. A kokillában megindul a dermedés, és a már megfelelő vastagságú kéreggel – belül még folyékony maggal – rendelkező acélszál lejjebb süllyed, elhagyja a kokillát, és a másodlagos hűtőzónában vízpermettel hűtik tovább. A harmadik hűtőzóna már levegővel működik, itt történik meg a keresztmetszet teljes megszilárdulása. Mindeközben a szálat enyhe ívbe hajlítják (tulajdonképpen már a kristályosító is lehet íves kialakítású), így vezetik a lehúzó és továbbító görgők közé. A vízszintes helyzetet elérve az öntött szálakat – általában oxigénnel – az előírt hosszra darabolják.
A folyamatos öntőművek a meleghengerművek számára állítanak elő négyzetes, téglaalap, esetleg alakos szelvényű folyamatosan öntött bugát. A téglaalap alakú termékek az acél szélesszalag-meleghengerművek kiinduló anyaga, az alakos szelvények pedig profilok hengerlésekor használatosak.